# Iperomocisteinemia
L'iperomocisteinemia è una concentrazione elevata nel sangue dell'omocisteina (detta omocisteinemia). L'omocisteina è un amminoacido derivato dalla metionina e che svolge il ruolo di metabolita intermedio nella trasformazione nuovamente in metionina o in cisteina. È considerato un fattore di rischio.
I valori di riferimento sono < 13 micromoli/litro negli uomini, < 10,1 micromoli/litro nelle donne, < 11,3 micromoli/litro nei ragazzi fino a 14 anni.

## Eziologia
L'iperomocisteinemia è un sintomo di alcune patologie, ereditarie e no, e di stili di vita errati:
- omocistinuria (malattia metabolica dovuta a deficit dell'enzima cistationina-β-sintetasi)
- carenza di folati, vitamina B12 o vitamina B6[3]
- tabagismo
- eccessivo consumo di caffè e di bevande alcoliche
- stile di vita sedentario, ridotta attività fisica
- eccessivo colesterolo assunto con il cibo
- esposizione cronica all'inquinamento atmosferico, specialmente al particolato
- mutazione MTHFR (metilentetraidrofolato-reduttasi) che ostacola il processo di trasformazione e causa un aumento di omocisteina: si tratta di una mutazione piuttosto frequente (frequenza allelica intorno allo 0,5 nella popolazione italiana)[4]. Il polimorfismo più comune è C677T
- varie malattie, in particolare in caso di ipotiroidismo, psoriasi, lupus eritematoso sistemico, artrite reumatoide
- trattamenti farmacologici con metotrexate, carbamazepina, fenitoina e isoniazide inibitori delle COX-2.

In caso di omocistinuria da MTHRF i valori ematici sono più alti dalle 10 alle 50 volte, mentre le altre cause e patologie danno aumenti solitamente più contenuti.

## Effetti
L'iperomocisteinemia è stata inserita dall'Organizzazione mondiale della sanità (OMS) tra i fattori di rischio cardiovascolare, cerebrovascolare e del sistema vascolare periferico.
Valori elevati di omocisteinemia sono ritenuti di volta in volta di portare a un aumento del rischio di:
- coronaropatia (che può portare tra l'altro a infarto cardiaco e angina pectoris)
- ictus ischemico[7]
- tromboembolia
- demenza senile
- ritardo o diminuzione dell'intelligenza nei bambini in età scolare
- malformazioni fetali (spina bifida)

Alcuni studi la associano anche a osteoporosi, diabete e a numerosi problemi correlati alla gravidanza, dall'aumento della sindrome di Down all'aumento dei casi di aborto spontaneo. In quest'ambito, tuttavia, si concentrano forti contestazioni e vari risultati contraddittori.
Per i rischi legati alla malattia coronarica, tromboembolia e ictus sono stati presentati vari studi che ai più paiono del tutto convincenti; tuttavia, non mancano anche qui (come del resto per molti fattori di rischio legati all'aterosclerosi e alle malattie ischemiche) perplessità e contestazioni. Queste riguardano sia la valutazione di pericolosità da attribuire dell'aumento dell'omocisteina in sé, sia l'efficacia del suo abbassamento mediante la comune terapia: ad esempio, uno studio mostrerebbe che la terapia e l'abbassamento dell'omocisteina non porterebbe comunque a una diminuzione del rischio di tromboembolia sintomatica profonda.

### Aterosclerosi
- l'omocisteina si lega ai radicali liberi metallici, provocando un danno ossidativo sulle LDL,
- formazione di foam cells (cellule schiumose), per la perdita della capacità epatica di captare le LDL circolanti causata dall'aumentato uptake dei macrofagi dei recettori per le LDL.

### Ipertensione
- per la perdita di vasodilatazione con conseguente ipertensione; ciò è dovuto al legame dell'omocisteina con metaboliti radicalici che bloccano i fattori di rilassamento NO-mediati.

### Procoagulazione
- può attivare fattori procoagulanti,
- può inattivare i fattori anticoagulanti,
- può determinare un danneggiamento degli endoteli vascolari,
- fa aumentare la crescita della muscolatura liscia,
- fa aumentare l'aggregazione piastrinica per effetto sulla ciclossigenasi.

### Danno al tessuto connettivo
- danno all'elastina e al collagene per la formazione di legami crociati dovuto all'inibizione della lisil-ossidasi (si formano legami con lo ione rame dell'enzima con l'omocisteina)
- eccesso di solfatazione dei proteoglicani con i fibroblasti che aumentano il legame con le lipoproteine.

### Neurotossicità
- ATP deplezione PPAR-mediata, con malfunzionamento dei meccanismi riparativi del DNA metilato-correlati
- alterazione dei meccanismi omeostatici del neurone per divergenza di diversi metabolismi cellulari.

### Embriotossicità
- per alterazione del rapporto della s-adenil-metionina/s-adenosil-omocisteina, che determina un'alterazione della DNA-metilazione, essenziale per la corretta espressione dei geni.

## Trattamento
I livelli di omocisteina vengono ridotti principalmente mediante l'assunzione di acido folico. Quasi sempre a questa prescrizione si aggiungono vitamine del gruppo B (B6, B12), che sono comunque di minore impatto terapeutico. 
Per le forme di minore importanza (o borderline) si può tentare una cura semplicemente con una dieta molto ricca di verdura cruda.
L'acido folico è contenuto in questi alimenti, ma è una sostanza piuttosto deperibile, dal momento che si degrada facilmente con la cottura, l'esposizione alla luce, in presenza di alcuni conservanti, con il congelamento, ecc; quindi si consiglia che il consumo di verdura cruda riguardi il prodotto fresco, non congelato, conservato lontano dalla luce, ecc.